# Xanthomyrtus
Xanthomyrtus es un género de 36 especies pertenecientes a la familia Myrtaceae. Se encuentran en Borneo, Islas Molucas, Célebes, Filipinas, Nueva Guinea, Archipiélago Bismarck y Nueva Caledonia. Son en su mayoría árboles o arbustos de montaña.Las flores son amarillas, en pedúnculos terminales axilares. La fruta es roja, azul oscuro.

## Especies
- Xanthomyrtus angustifolia
- Xanthomyrtus aurea
- Xanthomyrtus compacta
- Xanthomyrtus exigua
- Xanthomyrtus flavida
- Xanthomyrtus grandiflora
- Xanthomyrtus humilis
- Xanthomyrtus lanceolata
- Xanthomyrtus ovata
- Xanthomyrtus rostrata
- Xanthomyrtus taxifolia

- Datos: Q9096518
- Multimedia: Xanthomyrtus / Q9096518
- Especies: Xanthomyrtus